# Canon Skoda 75 mm Modèle 1936

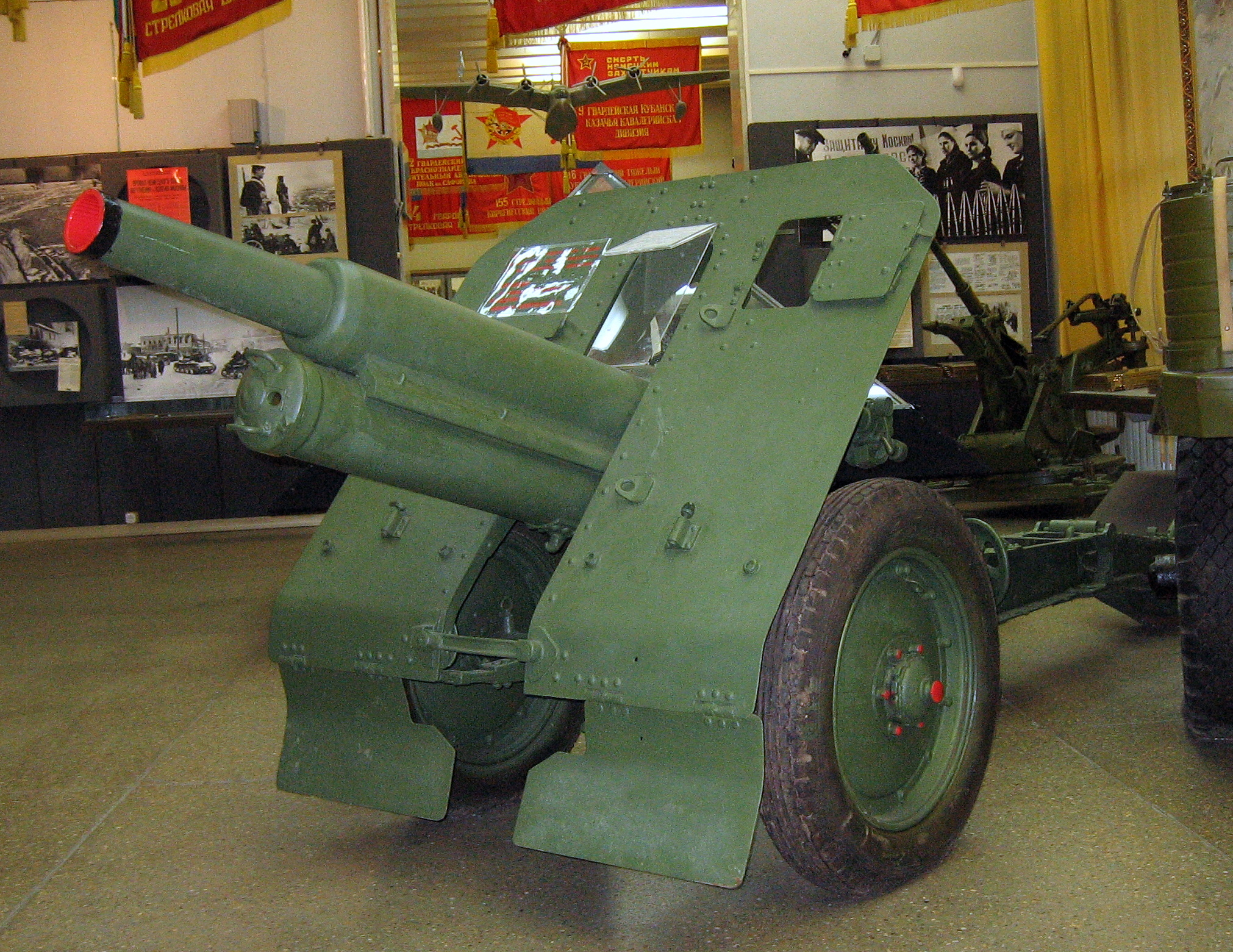
Canon de montagne 76 mm M-1938.

Le canon Skoda 75 mm Modèle 1936 est un canon de montagne construit par les usines Škoda et utilisé pendant la Seconde Guerre mondiale.
Une version dérivée fut construite par l'URSS, le 76 mm M-1938 (76-мм горная пушка обр. 1938 г.). Au 1er juin 1941, l'Armée rouge en disposait d'environ 800 pièces.
Les exemplaires capturés par les Allemands furent rebaptisés 7,62 cm GebK 307(r) et ceux par les Finlandais 76 VK 38.

## Caractéristiques
- Calibre de 76,2 mm
- Constructeur : Usines Škoda
- Poids : 785 kg
- Portée maximale : 10 100 mètres